# René Angélil

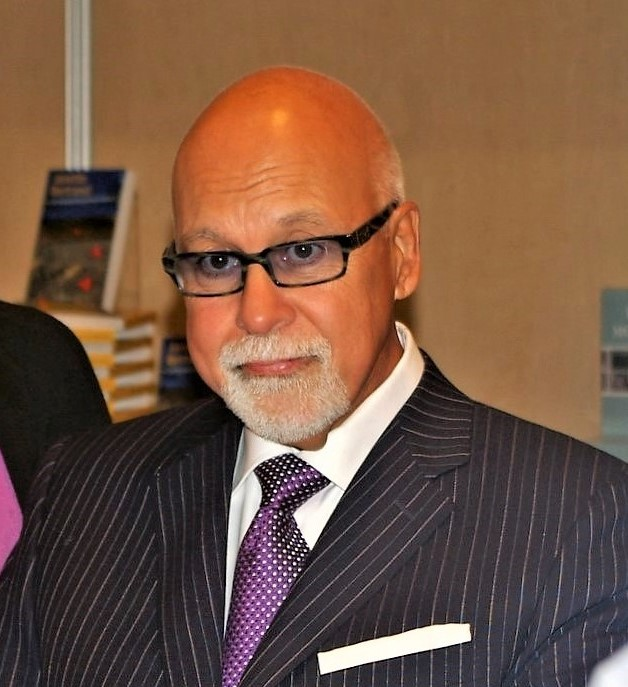
René Angélil, 2009

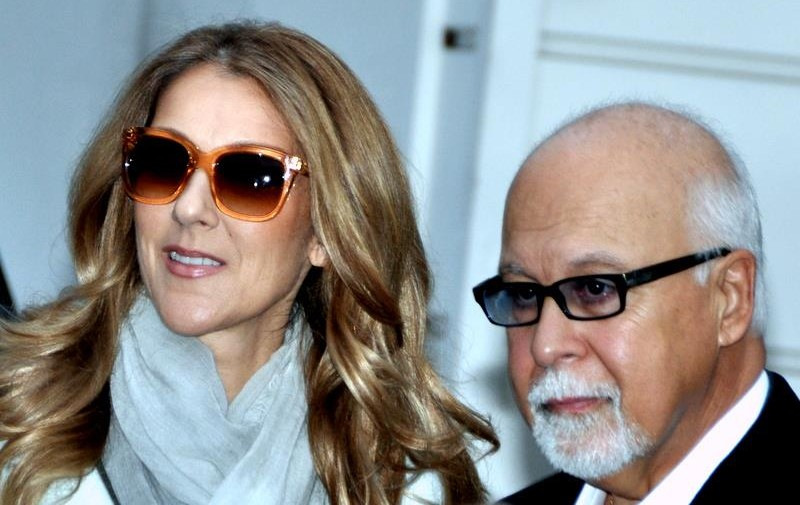
Angélil und seine Frau Céline Dion (2012)

René Angélil, CM OQ (* 16. Januar 1942 in Montreal; † 14. Januar 2016 in Las Vegas) war ein kanadischer Sänger und Manager. Er war Ehemann und Manager der Sängerin Céline Dion.

## Laufbahn
René Angélil begann seine Karriere als Popsänger in den 1960er Jahren in Montreal und gründete mit Freunden aus Kindheitstagen, Pierre Labelle und Jean Beaulne, die Pop-Rock-Gruppe The Baronets. Die Band hatte erfolgreiche Titel wie C’est Fou, Mais c’est Tout (eine Coverversion des Beatles-Titels Hold Me Tight) während der kurzen Phase, als in Québec französische Versionen englischsprachiger Originalsongs aus Großbritannien und den USA großen Erfolg hatten. Nach Auflösung der Band begannen Angélil und sein bester Freund Guy Cloutier als Manager für andere Künstler zu arbeiten.
Gemeinsam begleiteten sie unter anderem die Karriere der Québecer Entertainer René Simard und Ginette Reno. 1981 trennten sich Angélil und Cloutier, um jeweils alleine als Manager zu arbeiten. Ende 1981 (bald nach der Ablösung als Manager von Reno) hörte Angélil eine Demo-Kassette von Céline Dion und übernahm die Verantwortung für deren Management. Er setzte auf ihr Talent und nahm eine Hypothek auf sein Haus auf, damit er ihr erstes Album finanzieren konnte. 1987 und 1988 erhielt er den Félix Award als „Manager des Jahres“.
Im Juli 2008 wurde Angélil zum Direktor der vierten Staffel der Casting-Show Star Academie berufen, die ab Februar 2009 auf Sendung ging.

## Privatleben
René Angélil entstammte einer Familie mit syrischen Wurzeln. Er gehörte der Melkitischen Griechisch-Katholischen Kirche an. Er studierte am Collège Grasset und den Clercs de Saint-Viateur in Outremont bei Montreal. 1966 heiratete er seine erste Frau, Denyse Duquette; mit ihr wurde er 1968 Vater eines Sohnes. 1974 heiratete er die Sängerin Manon Kirouac, Bühnenname Anne Renée. Er wurde während dieser Ehe Vater von 1974 und 1977 geborenen Töchtern. Am 17. Dezember 1994 heiratete er die 26 Jahre jüngere Céline Dion, mit der er drei Söhne hatte (2001 sowie die 2010 geborenen Zwillinge).
Als Angélil an Speiseröhrenkrebs erkrankte, unterbrach Céline Dion ihre Karriere, um bei ihrem Mann zu sein. In dem Save-You-Video von Simple Plan trat er als Krebsüberlebender auf.
Angélil war ein NHL-Eishockey-Fan und mit dem kanadischen Eishockey-Manager Pierre Lacroix befreundet.
In einer unautorisierten Fernsehbiografie über Céline Dion wird Angélil von dem kanadischen Schauspieler Enrico Colantoni dargestellt. In den Bühnenauftritten von Kathy Griffin war er häufig Zielscheibe von Witzen.
Am 14. Januar 2016 erlag Angélil seinem Krebsleiden im Alter von 73 Jahren.

### Erpressungsversuch
Angélil wurde von Yun Kyeong Kwon Sung beschuldigt, er habe sie 2000 in einem Hotel in Las Vegas sexuell belästigt. Die örtliche Polizei ermittelte und Angélil zahlte der Klägerin in einem außergerichtlichen Vergleich schließlich 2 Millionen US-Dollar; er hat die Vorwürfe jedoch nie eingestanden, sondern stets betont, die Zahlung sei erfolgt, um negative Publicity von seiner Frau Céline Dion fernzuhalten. Yun und ihr Ehemann Ae Ho Kwon wurden 2003 wegen versuchter Erpressung Angélils verhaftet und 2005 verurteilt (nicht bewiesener Vergewaltigungsvorwurf). Anfang 2008 hob der Oberste Gerichtshof von Nevada das Urteil in Bezug auf Erpressung und Verschwörung auf, bestätigte aber das Urteil der Jury wegen versuchter Erpressung. Der Gerichtshof befand in seiner Urteilsbegründung, das Paar hätte in dem Strafverfahren Gelegenheit haben müssen, Indizien für eine Vergewaltigung durch Angélil vorzubringen.

### Verleumdungsklagen
2001 erhoben Angélil und Céline Dion eine 5-Millionen-Dollar-Klage gegen die Quebecer Boulevardzeitung Allo Vedettes, die in einem Artikel behauptet hatte, das Paar habe für 5000 US-Dollar den Swimmingpool des Caesars Palace in Las Vegas exklusiv gemietet, um dort ungestört und unverhüllt sonnenbaden und schwimmen zu können. Die beiden stritten diese Behauptungen vehement ab, zogen ihre Klage aber später mit der Begründung zurück, angesichts der Terroranschläge am 11. September 2001 hätten sich die Prioritäten verschoben.

## Poker
Angélil war begeisterter Pokerspieler und erzielte im Dezember 2004 im Hotel Bellagio am Las Vegas Strip seine erste Geldplatzierung bei einem Live-Turnier. Als Elfter bei einem Circuitturnier qualifizierte er sich 2005 für das Tournament of Champions der World Series of Poker, bei der er insgesamt acht Geldplatzierungen erzielte. Darüber hinaus kam der Kanadier dreimal beim Main Event der World Poker Tour auf die bezahlten Plätze. Sein höchstes Preisgeld von mehr als 60.000 US-Dollar erhielt er im Dezember 2006 als Dritter bei einem Side-Event des Five Diamond World Poker Classic im Bellagio. Insgesamt hat sich Angélil mit Poker bei Live-Turnieren rund 750.000 US-Dollar erspielt.